# Sporades Star
Lo Sporades Star è un traghetto appartenente alla compagnia di navigazione greca SeaJets.

## Caratteristiche
Alla costruzione la nave poteva trasportare sia carico gommato che vagoni ferroviari, potendo caricare alternativamente 160 automobili, 35 vagoni merci o 10 vagoni letto e 11 vagoni merci. Nel periodo di servizio nei collegamenti con l'Isola di Man, tra 1990 e 1998, i binari furono rimossi e la nave fu dotata di car deck mobili, che ne permettevano l'uso sia come traghetto merci (con i car deck sollevati) che come traghetto passeggeri.

## Servizio

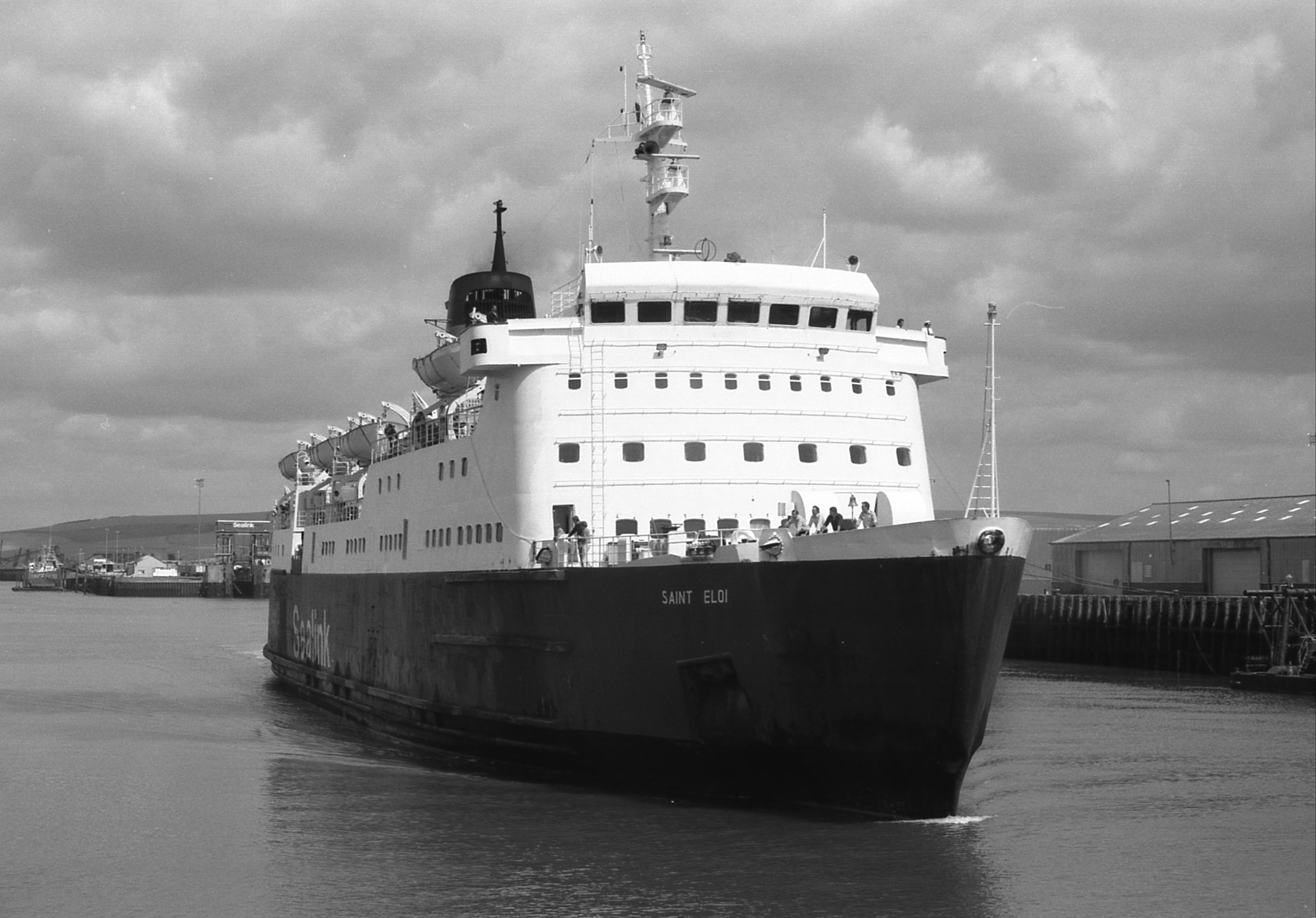
Saint Eloi in servizio per ALA a Newhaven nel 1987.

La nave fu ordinata il 24 novembre 1969 ai Cantieri Navali di Pietra Ligure dalla Angleterre Lorraine Alsace S.A. de Navigation (ALA). Varata nel febbraio 1972 con il nome di Saint Eloi, la nave avrebbe dovuto essere consegnata a ottobre dello stesso anno, ma i lavori furono interrotti per il fallimento del cantiere. Lo scafo incompleto fu ormeggiato nel porto di Genova, venendo poi completato con un finanziamento dello Stato italiano e consegnato alla società armatrice nel febbraio 1975.
La Saint Eloi fu immessa nei collegamenti tra Dunkerque e Dover il 12 marzo 1975, rotta sulla quale rimase in servizio anche nei dieci anni seguenti. Nel 1977 la compagnia fu assorbita dalla British Railways, senza cambiamenti sostanziali per la nave. Il 12 aprile 1982 il traghetto entrò in collisione con il molo a Dover, venendo riparato in bacino di carenaggio e tornando in servizio tre giorni più tardi. Nel settembre 1985 la Saint Eloi fu messa in servizio come traghetto merci, mentre tra maggio e settembre 1986 la nave fu noleggiata alla francese SNCF, che la impiegò tra Calais e Dover. Tornata in servizio come traghetto merci sulla sua rotta originaria, il 1º maggio 1987 la nave entrò in collisione con la Cambridge Ferry fuori dal porto di Dover, venendo danneggiata e tornando in servizio due settimane dopo.
Rimpiazzata dalla Nord Pas-de-Calais, nell'estate 1987 la nave fu inserita sulla rotta Newhaven - Dieppe, mentre tra maggio e settembre 1988 fu ripetuto il noleggio a SNCF. Il 23 luglio 1988, mentre si trovava in servizio per quest'ultima compagnia, la Saint Eloi entrò in collisione con il frangiflutti del porto di Dover, riportando danni estesi alla prua che furono riparati al termine del noleggio. L'8 gennaio 1989 la Saint Eloi fu immessa nei collegamenti tra Scozia e Irlanda del Nord, sulla tratta Larne - Stranraer, mentre ad aprile la nave sostituì il traghetto Columba, sottoposto a lavori di ristrutturazione, sul collegamento Dún Laoghaire - Holyhead.

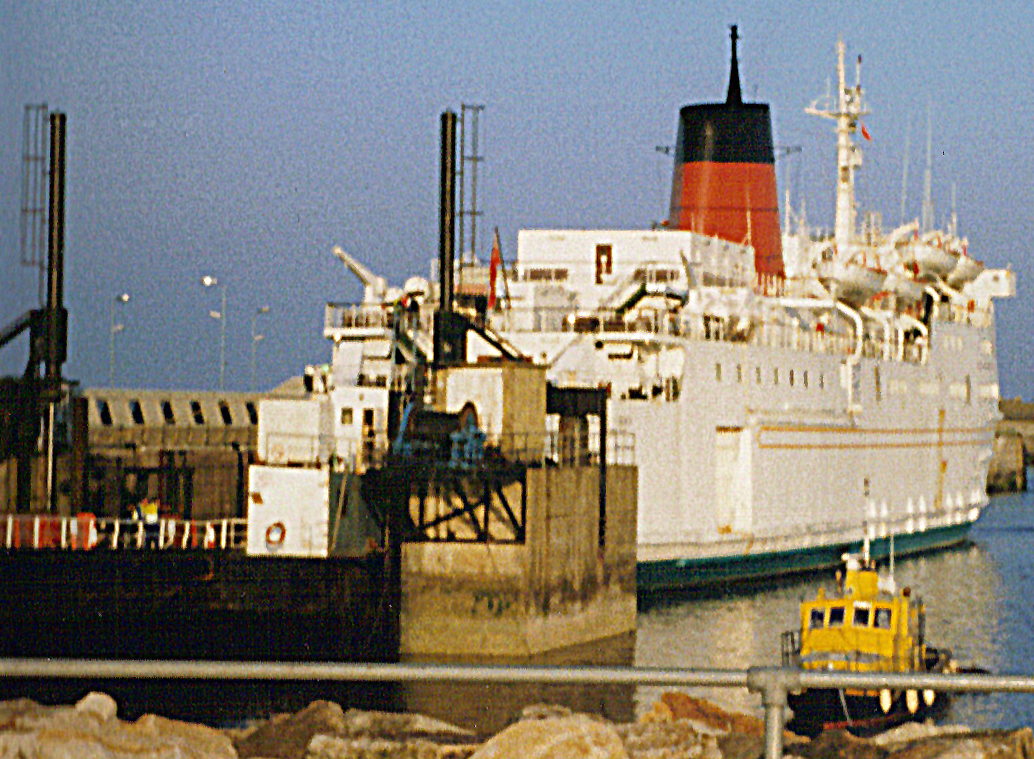
King Orry in servizio per Isle of Man Steam Packet a Douglas nel 1996.

A maggio la nave fu rinominata Channel Entente, entrando in servizio tra Calais e Dover. A gennaio 1990 il traghetto fu venduto alla Isle of Man Steam Packet, venendo immessa, a partire dal 19 febbraio, sui collegamenti tra Douglas, capitale dell'Isola di Man e Heysham. A settembre 1990 il traghetto fu sottoposto a lavori di rifacimento a Birkenhead, durante i quali furono rimossi i binari nel garage e furono aggiunti dei ponti auto mobili, delle nuove sistemazioni passeggeri a poppa e una seconda elica trasversale a prua. Ultimati i lavori, l'8 dicembre 1990 la nave fu rinominata King Orry, ritornando in servizio il giorno successivo.
La King Orry rimase attiva nei collegamenti da e per l'isola di Man fino al 1998, alternando Liverpool a Heysham. Il 14 novembre 1992 la nave si incagliò su una secca in seguito a un guasto al timone, venendo riparata a Liverpool. La King Orry fu tolta dal servizio il 28 settembre 1998, venendo venduta alla Moby Lines il mese successivo. Rinominata Moby Love e poi Moby Love 2, entrò in servizio nella rotta tra Piombino e Portoferraio nella stagione estiva 1999 e vi rimase su base annuale per 17 anni. Riprese il nome di Moby Love nel 2002.
Nel 2017 la nave fu venduta alla compagnia greca Portucalence (successivamente rinominata Hellenic Med Ferries), venendo sottoposta a lavori di ristrutturazione e prendendo il nome di Aeolos. La nave rimase ferma presso Il Pireo fino al 2019, quando fu noleggiata alla compagnia Atlantico Line, prendendo il nome di Azores Express. Percorse la tratta da Alessandropoli a Perama ad agosto, fermandosi poi in quest'ultima.
Il 23 luglio 2021 la nave fu venduta alla compagnia Seajets e prese il nome di Aqua Star, entrando temporaneamente in servizio sulla tratta Laurio - Agiostrati - Lemno - Kavala il mese successivo. Nel 2022 fu sottoposta a dei lavori di ristrutturazione e prese il nome di Sporades Star, entrando in servizio sulla tratta tra Volo e le Sporadi Settentrionali.